# Pierrefitte-sur-Loire
Pierrefitte-sur-Loire és un municipi francès, situat al departament de l'Alier i a la regió d'Alvèrnia-Roine-Alps. L'any 2007 tenia 512 habitants.

## Demografia

### Població
El 2007 la població de fet de Pierrefitte-sur-Loire era de 512 persones. Hi havia 224 famílies de les quals 56 eren unipersonals (24 homes vivint sols i 32 dones vivint soles), 92 parelles sense fills, 60 parelles amb fills i 16 famílies monoparentals amb fills.
La població ha evolucionat segons el següent gràfic:
Habitants censats

### Habitatges
El 2007 hi havia 296 habitatges, 222 eren l'habitatge principal de la família, 33 eren segones residències i 41 estaven desocupats. 292 eren cases i 2 eren apartaments. Dels 222 habitatges principals, 165 estaven ocupats pels seus propietaris, 50 estaven llogats i ocupats pels llogaters i 7 estaven cedits a títol gratuït; 8 tenien dues cambres, 50 en tenien tres, 76 en tenien quatre i 88 en tenien cinc o més. 183 habitatges disposaven pel capbaix d'una plaça de pàrquing. A 120 habitatges hi havia un automòbil i a 80 n'hi havia dos o més.

### Piràmide de població
La piràmide de població per edats i sexe el 2009 era:
| Homes | Edats   | Dones |
| ----- | ------- | ----- |
| 0     | 95 o +  | 0     |
| 0     | 90 a 94 | 4     |
| 0     | 85 a 89 | 8     |
| 8     | 80 a 84 | 0     |
| 12    | 75 a 79 | 16    |
| 16    | 70 a 74 | 20    |
| 24    | 65 a 69 | 16    |
| 12    | 60 a 64 | 20    |
| 8     | 55 a 59 | 16    |
| 21    | 50 a 54 | 1     |
| 40    | 45 a 49 | 24    |
| 20    | 40 a 44 | 32    |
| 25    | 35 a 39 | 28    |
| 12    | 30 a 34 | 17    |
| 4     | 25 a 29 | 8     |
| 20    | 20 a 24 | 0     |
| 28    | 15 a 19 | 24    |
| 8     | 10 a 14 | 12    |
| 20    | 5 a 9   | 9     |
| 16    | 0 a 4   | 4     |

## Economia
El 2007 la població en edat de treballar era de 335 persones, 222 eren actives i 113 eren inactives. De les 222 persones actives 203 estaven ocupades (120 homes i 83 dones) i 19 estaven aturades (10 homes i 9 dones). De les 113 persones inactives 48 estaven jubilades, 17 estaven estudiant i 48 estaven classificades com a «altres inactius».

### Ingressos
El 2009 a Pierrefitte-sur-Loire hi havia 222 unitats fiscals que integraven 511 persones, la mediana anual d'ingressos fiscals per persona era de 14.697 €.

### Activitats econòmiques
Dels 15 establiments que hi havia el 2007, 2 eren d'empreses de fabricació d'altres productes industrials, 3 d'empreses de construcció, 2 d'empreses de comerç i reparació d'automòbils, 1 d'una empresa de transport, 1 d'una empresa d'hostatgeria i restauració, 3 d'empreses de serveis, 1 d'una entitat de l'administració pública i 2 d'empreses classificades com a «altres activitats de serveis».
Dels 6 establiments de servei als particulars que hi havia el 2009, 1 era un taller de reparació d'automòbils i de material agrícola, 1 paleta, 2 fusteries i 2 perruqueries.
Dels 2 establiments comercials que hi havia el 2009, 1 era una botiga de més de 120 m² i 1 una botiga de menys de 120 m².
L'any 2000 a Pierrefitte-sur-Loire hi havia 28 explotacions agrícoles que ocupaven un total de 2.054 hectàrees.

## Equipaments sanitaris i escolars
Els 2 equipaments sanitaris que hi havia el 2009 eren ambulàncies.
El 2009 hi havia una escola elemental integrada dins d'un grup escolar amb les comunes properes formant una escola dispersa.

## Poblacions més properes
El següent diagrama mostra les poblacions més properes.